# Hlîboci, Sambir
Hlîboci (în ucraineană Глибоч) este un sat în comuna Vilșanîk din raionul Sambir, regiunea Liov, Ucraina.

## Demografie
Componența lingvistică a localității Hlîboci
     Ucraineană (100%)
Conform recensământului din 2001, toată populația localității Hlîboci era vorbitoare de ucraineană (100%).